# Mergulhão-da-oceânia
O mergulhão-da-oceânia (Tachybaptus novaehollandiae) é uma ave da família Podicipedidae. Ocorre em lagos de água doce e rios da Austrália, da Nova Zelândia e de algumas ilhas do Pacífico.